# Solenocera barunajaya
Solenocera barunajaya är en kräftdjursart som beskrevs av Crosnier 1994. Solenocera barunajaya ingår i släktet Solenocera och familjen Solenoceridae. Inga underarter finns listade i Catalogue of Life.